# گوردون کلارک (بازیکن فوتبال)
گوردون کلارک (انگلیسی: Gordon Clark؛ ۱۵ ژوئن ۱۹۱۴ – ۱۸ اکتبر ۱۹۹۷) بازیکن فوتبال، و سرمربی (فوتبال) اهل بریتانیا بود.
از باشگاه‌هایی که در آن بازی کرده‌است می‌توان به باشگاه فوتبال منچستر سیتی اشاره کرد.